# Placyna
Placyna (ukr. Пляцина) – wieś na Ukrainie, w obwodzie winnickim, w rejonie barskim.